# ایوان گارانین
ایوان گارانین (روسی: Иван Иванович Гаранин؛ زادهٔ ۱ اوت ۱۹۴۵) اسکی‌باز صحرانوردی اهل اتحاد جماهیر شوروی سوسیالیستی است.